# Bertrand de Blanquefort
Bertrand de Blanquefort (zm. 2 stycznia 1169) – szósty wielki mistrz zakonu templariuszy w latach 1156–1169.

## Życiorys
Pochodził prawdopodobnie z Tuluzy, gdzie zaraz po jego wstąpieniu do templariuszy rodzina złożyła bogate ofiary na rzecz zakonu.
Uważany za jednego z najwybitniejszych administratorów wśród wielkich mistrzów. Na początku swoich rządów w zakonie w 1157 r. został wzięty do niewoli wraz z 88 swoimi braćmi-rycerzami przez Nur ad-Dina, podczas osłaniania odwrotu armii chrześcijańskiej przy Brodzie Jakuba. Przetrzymywany w Aleppo, w dwa lata później odzyskał wolność. Uczestniczył wraz ze swoimi rycerzami w trzech wyprawach króla Amalryka do Egiptu, w 1163, 1164 i 1167 r., nie poparł jednak czwartej wyprawy w 1168 r., sprzeciwiając się zerwaniu umowy sojuszniczej z kalifem Egiptu. Wyprawa ta zakończyła się porażką, znacznymi stratami i utratą sprzymierzeńca egipskiego.